# Zvita feltna
Zvita feltna je štiričlanska slovenska glasbena skupina, ki deluje od leta 2006 in izvira s Krasa. Preigravajo tako pop, rock, dance, kot narodnozabavno glasbo. V zadnjem času ustvarjajo predvsem ritme reggaetona.

## Zasedba
- Blaž Gec – glavni vokal, klaviature, harmonika
- Theo Čebron – vokal, kitara, bas
- Žan Janežič – kitara, bas
- Matic Leban – vokal, bobni

## Zgodovina
Začetki skupine segajo v leto 2006. Takrat je skupino glasbenikov, ki so bili znani predvsem po nastopih na vaških praznovanjih in veselicah, vodil Andrej Gec, bratranec današnjega vodje skupine Blaža Geca. V prvih letih je skupino sestavljalo nestalno število članov. Zasedba se je vsak vikend, ko je prišel čas zabav in veselic, malce spremenila. Tudi vaj takratni ansambel še ni poznal, pridružil pa se jim je lahko čisto vsak, ki je znal prijeti za kakšen inštrument. V zgodovini skupine se je tako zamenjalo in zvrstilo kar 25 članov. 
Po letu 2010 je vodenje skupine prevzel Blaž Gec. Oblikovala se je stalna štiričlanska zasedba, ki je leta 2012 izdala svoji prvi avtorski skladbi v narodnozabavnih ritmih, leta 2013 pa svoj prvi videospot za skladbo Ti dekle. Slednja je v življenje skupine zanesla že nekoliko bolj zabavno glasbo. Poslednja menjava se je med člani skupine zgodila leta 2015, ko je takratnega pevca Petra Vouka zamenjal bobnar Matic Leban. Ob svoji desetletnici obstoja (leta 2016) je skupina izdala svoj prvi album z naslovom Na zdravje, prijatelji. 
Po letu 2017 so prisotni na različnih glasbenih odrih v Sloveniji, koncerte pa so imeli tudi v Italiji, Španiji in Grčiji. Oktobra 2019 so napolnili Cvetličarno v Ljubljani, razprodajajo pa tudi diskoteke in šotore po Sloveniji. O velikem številu oboževalcev skupine pričajo tudi milijonski ogledi videospotov na Youtubu.
Leta 2022 so s tremi velikimi koncerti obeležili 15-obletnico obstoja ob kateri je izšel tudi album Gin in tonic, na katerem lahko najdemo vse največje hite Zvite Feltne (Gin in tonic, Edina, V dobrem starem Piranu, Kraljica itd.)
Skupina letno beleži med 80 in 100 nastopov po vsej Sloveniji. Priljubljeni so predvsem med mladimi, saj so znani po svojih energičnih nastopih in udarnih ritmih. Na nastopih poleg svojih avtorskih skladb preigravajo tudi priredbe domačih in tujih uspešnic. 

## SKLADBE
V dobrem starem Piranu (2017)
Grom naj trese (2017)
Edina (2017)
Lunina belina (2018)
Kraljica (2018)
Zate (2019)
Gin in tonic (2019)
Tvoje oči (2019)
Sto tisoč let (2020)
Diamant (2020)
Dama in baraba (2021)
Panika (2022)
Dobrodošli v raju (2023)
Capuccino (2023)
Mater je mraz (2024)
Numero uno (2024)
Laganini (2025)
1. ↑  »CD album Gin in tonic – Zvita Feltna«. Pridobljeno 19. junija 2025.
2. ↑  »O SKUPINI – Zvita Feltna«. Pridobljeno 19. junija 2025.